# 愛より速く
「愛より速く」（あいよりはやく）は2005年4月20日に発売された郷ひろみ85作目のシングル。

## 解説
「高須クリニック」CMソング。
一時芸能活動を休止していた郷が2001年11月発売シングル「この世界のどこかに」以来3年半振りに新曲を発売した。本作は郷にとって、初のDVD付CDとCDの2形態での発売になった。それぞれジャケット写真が異なる。DVDにはインタビュー映像、ライブ映像が収録。

## 収録曲
全曲　編曲:Miklos Malek
1. 愛より速く
  - 作詞・作曲:J. Schwartz, B. Kierulf, T. Tevetoglu
  - 訳詞：森浩美
2. とどかぬゆびさき
  - 作詞:Derek Bramble, Julia Taylor Stanley
  - 作曲：Derek Bramble, Julia Taylor Stanley, Gregg Pagani
  - 訳詞：森浩美
3. 愛よりはやく（インストゥルメンタル）
4. とどかぬゆびさき（インストゥルメンタル）